# Eupithecia unicolor
Eupithecia unicolor là một loài bướm đêm trong họ Geometridae.